# Watkin Tudor Jones
Watkin Tudor Jones (Johannesburg, 1974. szeptember 26.), Ninja néven ismert dél-afrikai rapper, zenei producer és színész.
Jones Johannesburgból származik, ahol a Parktown Boys' High Schoolban tanult. 1992-ben otthagyta az iskolát, egy évvel az érettségi előtt.
Jones hosszú évekig része volt a dél-afrikai hiphop életnek. Tagja volt sok együttesnek, mint a Sibot által létrehozott "The Fantastic Kill" és a Markus Wormstorm által létrehozott "Emmanuel Rothchild - My Favourite Songs", valamint "Markus Wormstorm Is Not Gay". Frontember volt a The Original Evergreen, MaxNormal.TV és a The Constructus Corporation-ben. Legismertebb neve Ninja, a Die Antwoordből.
Jelenleg a dél-afrikai Fokvárosban él.

## Max Normal
Jones vezető énekese volt a Max Normal nevű együttesnek, amely Songs From The Mall címen adta ki debütáló albumát 2001-ben. A formáció sok dél-afrikai fesztiválon fellépett, többek között az Up the Creek, a Splashy Fen és az Oppikoppi-n is. Előadtak Londonban, és három műsort is adtak a Pukkelpop fesztiválon, Belgiumban. Az együttes második formációja MaxNormal.TV néven adta ki albumukat, Good Morning South Africa címen 2008-ban, melynek hangzásvilága nem sokban tér el a később alapított és szélesebb körben ismert Die Antwoordétól. A MaxNormal TV egy dél-afrikai hiphop formáció volt, akik koncertjeiken három részes öltönyben léptek fel, miközben a frontember, MaxNormal rappelve adta elő motivációs beszédét a közönségnek. Gyakran illusztrációk is társultak a dalszövegekhez, hogy a közönség jobban megértse azokat.
2002 elején Jones kivált a Max Normalból, épp amikor az együttes hírnévre tett szert Dél-Afrikában. Visszaköltözött Fokvárosba és elkezdte együttműködését a Krushed & Sorted-es DJ Dope-pal és Felix Labanddal. Az együttműködés során született meg a The Man Who Never Came Back című szám, ami az afrikai Dope Cape Of Good Dope összeállításán jelent meg, de gyakorlatilag The Constructus Corporation-ként adták ki. Yolandi Visser, Anica The Snuffling néven szerepel a közreműködő előadók között.

## The Constructus Corporation
Amikor Jones kivált a Max Normalból 2002 elején, ő és egy régi DJ társa, Sibot, megalapították a The Constructus Corporation-t Markus Wormstorm és Felix Laband közreműködésével, amelynek gyümölcse egy album/grafikus novella, a The Ziggurat (ADOPEC009 African Dope Records 2002).
A felvételi folyamat után, ami magába foglalja a mixelést, masterelést a Krushed & Sortedtől, 2002 decemberében megjelent a "The Ziggurat". Ez egy 88 oldalból álló, kemény borítójú, rózsaszín könyv, mely Jones kézzel írott hiphop fantázia történeteit tartalmazta. A történet két fiatal gyerek kalandjáról szól, egy hatalmas futurisztikus lebegő világban / bevásárló központban, melyet The Zigguratnak neveztek. Az illusztrációkat a könyvhöz Nikhil Singh készítette. A könyvhöz járt egy CD, amin Jones eljátszott több karaktert, valamint egy bónusz üres CD a könyv hátulján, amin leírták, hogy hol lehet letölteni a teljes második zenei albumot és narrációt teljesen ingyenesen, amit rá lehet írni a CD-re. A The Constructus Corporation 2003 elején feloszlott.

## Die Antwoord
A Die Antwoord egy rap-rave formáció, amit 2008-ban alapított Ninja, Yolandi Visser és DJ Hi-Tek. Az együttes úgy írja le magát, mint különböző kultúrák keveréke. A Die Antwoord 2010 áprilisában turnézott Európában és az év végén Amerikában is. Debütáló albumuk $O$ címen, ingyen letölthető volt oldalukról. 2009 végén elkészült a klip első kislemezükhöz az "Enter The Ninja"-hoz. A klip ízelítő videója vírusként terjed el kilenc hónappal később, milliós megtekintést szerezve a Die Antwoord oldalának, ahol emiatt összeomlott a szerver. A videóban feltűnik a dél-afrikai származású, progériában szenvedő Leon Botha, kiemelkedő fokvárosi művész is. A Die Antwoord előadás módja "Zef", ami a dél-afrikai szlengben egyedi jelentéssel bír: valami modern, de régimódi; szétválasztja a kulturális és stílus elemeket. Szövegeik viccesek és szókimondóak, előadásuk nyelve afrikaans és angol részeket is tartalmaz. A tagok hiphopelőadóként jellemzik magukat, de zenéjüket zef rap-raveként említik.

## Színészi karrier
Jones feltűnt számos dél-afrikai Nando's reklámban Marc Lottering mellett.
1995-ben a Kickboxer 5-ben a főszereplő fegyenc társát alakítja.
2011-ben Yolandi Visserrel szerepel az "Umshini wami" rövidfilmben. A cím egy népszerű Zulu harci dalra utal, melynek jelentése "hozd ide a gépfegyverem".
2015-ben Yolandi VIsserrel szerepel a Neill Blomkamp által rendezett tudományos-fantasztikus filmben, a Chappieben. A filmben hallható a "Baby's On Fire", "Ugly Boy", "Cookie Thumper" és az "Enter The Ninja" Die Antwoord dal.

## Magánélet
Yolandi Visserrel van egy közös gyermekük, Sixteen, aki gyakran feltűnik az együttes klipjeiben, mint például az "I Fink You Freaky"-ben is. Jones állítása szerint nem állnak párkapcsolatban Yolandi Visserrel.
Jones gyakran ellentmond magának saját történeteiben: azt állítja, hogy ő és Yolandi gyerekkoruk óta ismerik egymást, de azt is állítja, hogy csak felnőttként találkoztak. Állítása szerint apját lelőtték és bátyja öngyilkos lett.

## Diszkográfia
A The Original Evergreen-nel,
- Puff the Magik (1995) kislemez

egyéni előadóként,
- Memoirs of a Clone (2001 Chameleon records)
- The Fantastic Kill (2005)

a Max Normal-lal,
- Songs From The Mall (2001 Chameleon records)

a The Constructus Corporation-nel,
- The Ziggurat (2003)

mint The Man Who Never Came Back,
- Cryptycism on Cape Town Beats (2007) kislemez

a Fucknrad-del,
- MC Totally Rad And DJ Fuck Are Fucknrad (2007)

mint MaxNormal.TV,
- Good Morning South Africa (2008)

a Die Antwoord-dal.
- $O$ (2009)
- 5 EP (2010)
- $O$ újra kiadás (2010)
- EKSTRA EP (2010)
- TEN$ION (2012)
- Donker Mag (2014)
- Chappie (2015)
- Suck On This: The Mixtape (2016)

## Fordítás
- Ez a szócikk részben vagy egészben  a   Watkin Tudor Jones című angol Wikipédia-szócikk ezen változatának fordításán alapul.  Az eredeti cikk szerkesztőit annak laptörténete sorolja fel. Ez a jelzés csupán a megfogalmazás eredetét és a szerzői jogokat jelzi, nem szolgál a cikkben szereplő információk forrásmegjelöléseként.